# Спасо-Преображенская церковь (Острино)
Спасо-Преображенская церковь (бел. Спаса-Праабражэнская царква) — православный храм в городском посёлке Острино Щучинского района Гродненской области Белоруссии, памятник архитектуры XIX века. Расположен по адресу: ул. Гродненская, 42. Церковь относится к Щучинскому благочинию Гродненской и Волковысской епархии Белорусской православной церкви. Входит в Государственный список историко-культурных ценностей Республики Беларусь.

## История

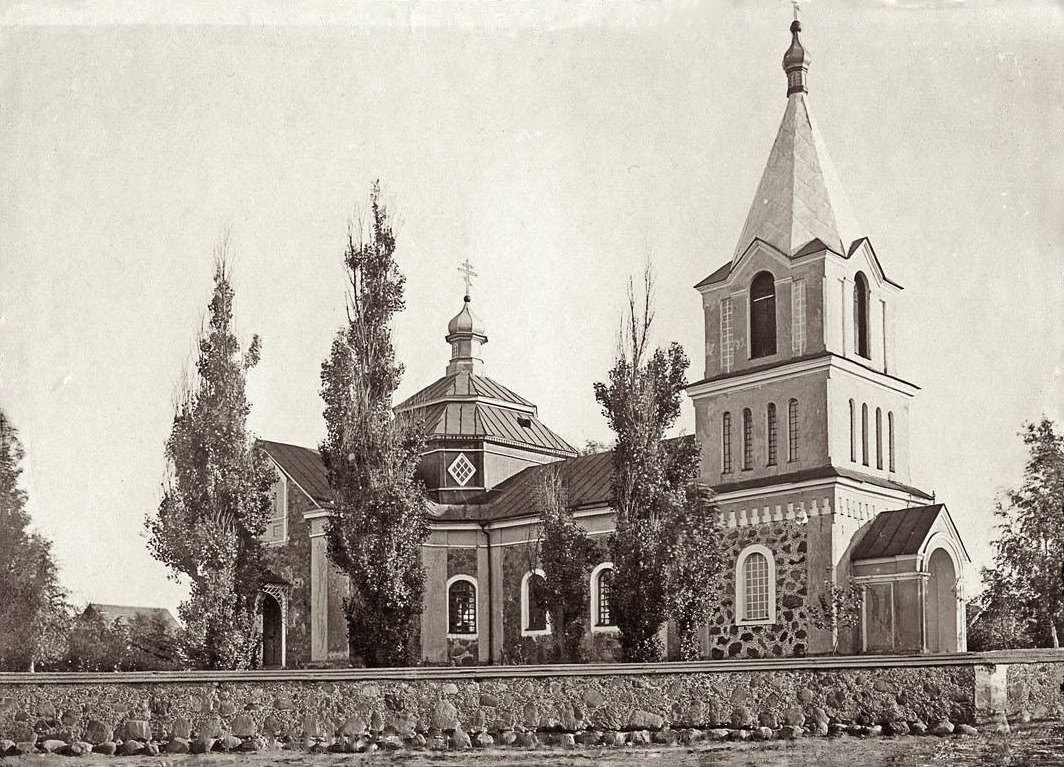
Церковь, фото начала XX века

Относительно даты постройки храма в источниках приводятся разные сведения. По одним данным, Спасо-Преображенская церковь в Острино построена в 1865 году, по другим — в конце XIX века. Материалом для создания церкви послужили бутовый камень и кирпич.

## Архитектура
Церковь является примером эклектики с элементами классицизма и русского стиля. Крестовую форму храма формируют центральный кубовидный объём молитвенного зала, боковые приделы, полукруглая апсида, притвор-колокольня. Средокрестие завершено восьмигранным шатром с заломом и луковичной главой. Вертикальной доминантой является трёхъярусная четвериковая колокольня, которая имеет шатёр с маковкой. Главный вход в храм в его первом ярусе решён арочным порталом-притвором под двускатным покрытием. На фоне полихромной бутовой кладки стен контрастно выделяются оштукатуренные и побеленные элементы архитектурного декора — угловые лопатки, городковые фризы, плоскостные наличники арочных оконных проёмов.
Чрезвычайно развитую для «образцового» храма трактовку получило пространство интерьера. В центральный восьмигранный зал раскрывается пространство сомкнутого пирамидального свода — апсида, приделы и трапезная раскрываются широкими арками-просветками. Апсида отделена четырёхъярусным иконостасом.